# Caderousse
Caderousse este o comună în departamentul Vaucluse din sud-estul Franței. În 2009 avea o populație de 2.733 de locuitori.

## Evoluția populației
| An        | 1975  | 1982  | 1990  | 1999  | 2006  | 2009  |
| --------- | ----- | ----- | ----- | ----- | ----- | ----- |
| Populație | 2.027 | 2.007 | 2.260 | 2.496 | 2.683 | 2.733 |